# أسلام أباد محمد حسين (زاز الغربي)
أسلام أباد محمد حسین (بالفارسية: اسلام‌آباد محمدحسین) هي قرية تقع في إيران في قسم زاز الغربي الریفي. يقدر عدد سكانها بـ 67 نسمة .